# Pädophilie-Debatte (Bündnis 90/Die Grünen)
Die Pädophilie-Debatte in Deutschland im Jahr 2013 war eine öffentliche Debatte über den Umgang der Partei Die Grünen mit parteinahen Personen, Mitgliedern, parteiinternen Gruppierungen und Vertretern der Pädophilenbewegung sowie deren Rolle in der Frühphase der Partei Anfang der 1980er Jahre.
In dieser Debatte wurden im Wesentlichen Vorgänge und Texte der Pädophilie-Debatte der 1970er und 1980er Jahre thematisiert, die in den 1980er Jahren bereits Gegenstand der Presseberichterstattung waren.
Auslöser war die Verleihung des Theodor-Heuss-Preises 2013 an den Europaabgeordneten Daniel Cohn-Bendit.
Die Partei reagierte mit der Beauftragung und Finanzierung eines Forschungsprojekts am Göttinger Institut für Demokratieforschung zu „Umfang, Kontext und Auswirkungen pädophiler Forderungen in den Milieus der Neuen Sozialen Bewegungen sowie der Grünen“, das von dem Göttinger Politikwissenschaftler und Parteienforscher Franz Walter geleitet wurde. Walter und sein Göttinger Mitarbeiter Stephan Klecha präsentierten bis September 2013 erste Ergebnisse. Damals gab es zwei konkrete Missbrauchsfälle, die aber nicht klar der Grünen Partei als Institution zugeordnet werden konnten. In Berlin gelang es jedoch einem wegen sexuellen Missbrauchs vorbestraften Parteimitglied, die Abgeordnetenhausfraktion der damaligen Alternativen Liste zur Stellung einer Reihe von Anfragen über Kenntnisse der Behörden von pädophilen Aktivitäten zu veranlassen, die nach Ansicht eines Abgeordneten dazu dienen sollten, deren Kenntnisstand abzufragen.
2015 beschloss der Bundesvorstand der Partei, an drei betroffene Missbrauchsopfer „eine Zahlung in Anerkennung des ihnen zugefügten schweren Leides“ als Entschädigung zu leisten.

## Anfänge ab den 1970er Jahren
Von verschiedenen Akteuren, unter anderem auch von Mitgliedern der Pädophilenbewegung, wurde eine Aufhebung oder Senkung der Schutzaltersgrenzen und die Legalisierung einvernehmlicher pädosexueller Kontakte angestrebt. Die Unterstützung aus dem links-alternativen Spektrum, von den Grünen und der Schwulenbewegung verebbte in den 1990er Jahren, nachdem Feministinnen gegen die Unterstützung der Pädophilen protestiert hatten und als einige der Protagonisten der Pädophilenbewegung Haftstrafen verbüßten.

### Bundesarbeitsgemeinschaften

#### Bundesarbeitsgemeinschaft Schwule, Päderasten und Transsexuelle
Die „Bundesarbeitsgemeinschaft Schwule, Päderasten und Transsexuelle“ (BAG SchwuP) setzte sich u. a. für eine Legalisierung von päderastischen Praktiken ein. 1984 erfuhr die BAG SchwuP eine Aufwertung, indem sie dem Arbeitskreis „Recht und Gesellschaft“ der Bundestagsfraktion zugeordnet und von der Bundespartei und der Bundestagsfraktion finanziert wurde. Ihr letzter Koordinator war der – 2013 bereits verstorbene – Dieter Fritz Ullmann, der wegen sexuellen Missbrauchs von Kindern wenigstens sechs Mal verurteilt wurde und ab 1980 immer wieder im Gefängnis saß. Zugleich war Ullmann auf Landes- und ab 1985 auch auf Bundesebene bei den Grünen aktiv. 1987 wurde die BAG SchwuP aufgelöst.

#### Bundesarbeitsgemeinschaft Kommune-Bewegung
Neben der BAG SchwuP gab es mit der Bundesarbeitsgemeinschaft Kommune-Bewegung der Grünen bei den Grünen eine zweite BAG, in der ein Pädophiler aktiv war. Ihr Sprecher war Hermann Meer, der auch das Emmaus-Zentrum Dachsberg leitete. Die Bundesarbeitsgemeinschaft Kommune-Bewegung lud vom 21. bis 24. Juni 1984 zu einer Strategiedebatte auf Burg Stettenfels bei Heilbronn. Den Anstoß zu dem Treffen hatte Rudolf Bahro gegeben, der 1983 die Kommunen-BAG ins Leben gerufen hatte. Auch Personen aus der Indianerkommune nahmen teil.

### Forderungen und Parteibeschlüsse

#### Bundesprogramm der Grünen (1980–1993)
Vom 21. bis 23. März 1980 fand in Saarbrücken der zweite Bundesparteitag der Grünen statt. Zunächst wurden Forderungen nach Abschaffung des § 218 StGB zu Schwangerschaftsabbrüchen, Abschaffung der Diskriminierung Homosexueller sowie Milderung der Paragraphen 174 und 176 StGB über Sexualität mit Kindern beschlossen. Daraufhin drohte eine Gruppe von Delegierten um Baldur Springmann mit dem Parteiaustritt.
Unter Beteiligung u. a. des Schauspielers Cornelius Littmann, des Rechtsanwaltes Otto Schily und des Vorsitzenden des Bundesverbandes Bürgerinitiativen Umweltschutz Roland Vogt wurde eine zusätzliche Resolution verfasst, welche die Forderungen nach Revision der §§ 174 und 176 einrahmte. Im verabschiedeten Bundesprogramm heißt es unter dem Punkt 4.3 „Gegen die Diskriminierung von sexuellen Außenseitern“:

„Anmerkung zum Beschlußtext zu den §§ 174 und 176:

Zu diesem Beschluß konnte leider auf dem Parteitag nicht gemeinsam diskutiert werden. Auch an der Parteibasis ist diese Frage bisher teilweise nicht oder nur wenig diskutiert worden. Dies ist weder im Sinne der Betroffenen, noch der Antragsteller, noch der Partei insgesamt. Deshalb meinen wir, daß Abs. 521 folgendermaßen zu verstehen ist: er ist ein Auftrag an die Partei in allen Gliederungen, sich mit den Auswirkungen dieser Straftatbestände intensiv auseinanderzusetzen. Durch diesen Auftrag ist das Ergebnis dieser Diskussion natürlich nicht festgelegt. Es wird eine Kommission gebildet, die Hilfestellung bei der Diskussion gibt. Gerade im Hinblick auf die berechtigten Sorgen und Ängste, die sich mit diesem Themenbereich verbinden, halten wir es für notwendig, daß auf einem der nächsten Parteitage unter Beteiligung von Betroffenen und Fachleuten dieses Thema ausführlich behandelt wird.

Der Beschlußtext lautet: – Die §§ 174 und 176 StGB sind so zu fassen, daß nur Anwendung oder Androhung von Gewalt oder Mißbrauch eines Abhängigkeitsverhältnisses bei sexuellen Handlungen unter Strafe zu stellen sind.“

Auch in der überarbeiteten Fassung aus dem Jahr 1982 findet sich diese Passage, sie blieb formal Bestandteil des bis 1993 gültigen Bundesprogramms.

#### Landesparteitage in NRW 1985
Beim Landesparteitag Grünen in NRW am 9. März 1985 in Lüdenscheid brachte eine rund zwanzigköpfige Arbeitsgruppe „LAG SchwuP“ unter dem Titel „Sexualität und Herrschaft“ einen 21-seitigen Entwurf ein. Trotz etlicher Warnungen aus den eigenen Reihen billigten die Delegierten am 10. März nach fast dreistündiger Diskussion mit 76 zu 53 Stimmen den Inhalt, wegen noch klärungsbedürftiger Dissenspunkte allerdings nur als „Arbeitspapier“. Die Kernthesen lauteten:
„Einvernehmliche Sexualität ist eine Form der Kommunikation zwischen Menschen jeglichen Alters, Geschlechts, Religion oder Rasse und vor jeder Einschränkung zu schützen […] Gewaltfreie Sexualität muß frei sein für jeden Menschen.“ Nur dort, wo „Gewalt und Abhängigkeit“ im Spiel seien, sei die Ausübung von Sexualität nicht akzeptabel. „Gewaltfreie Sexualität“ dürfe „niemals Gegenstand strafrechtlicher Verfolgung sein“. Daher seien „alle Straftatbestände zu streichen, die gewaltfreie Sexualität mit Strafe bedrohen“. Es müsse „das gesamte Sexualstrafrecht gestrichen“ und „unter dem Aspekt von Gewaltanwendung zu einem neuen Paragraphen zusammengefaßt“ werden.
Arbeits- und Sozialminister Friedhelm Farthmann (SPD) befand, das Papier errege „Abscheu beim überwiegenden Teil der Bevölkerung“. Ministerpräsident Johannes Rau (SPD) sah durch das Papier die Wahlchancen der Grünen gemindert. Bundesjustizminister Hans A. Engelhard (FDP) warf „erheblichen Teilen der nordrheinwestfälischen Grünen“ vor, wenn es nach ihnen ginge, wären künftig „schon sechsjährige Jungen und Mädchen auf dem Schulweg nicht mehr sicher, durch sexuelle Angriffe von Erwachsenen seelisch nachhaltig geschädigt zu werden“. Der Deutsche Kinderschutzbund (DKSB) warf den Grünen vor, das Kind als Lustobjekt freigeben zu wollen.
Heftige Kritik kam auch von einzelnen Kreisverbänden und Mitgliedern der Grünen, die damit drohten, „den Wahlkampf für die zwei Monate später stattfindende Landtagswahl zu boykottieren“.
Bereits sieben Tage nach dem Parteitag wurde der Beschluss wegen schwerer Bedenken vom Landeshauptausschuss mit 40 zu 4 Stimmen ausgesetzt, ohne dass er aber aufgehoben werden konnte. Der Landeshauptausschuss berief für den 30. März 1985 eine Sonder-Landesdelegiertenkonferenz in Bad Godesberg ein, die einen „neuen Programmteil ‚Sexualität und Herrschaft‘ verabschiedete[,] in dem nur noch die Abschaffung der Paragraphen 175 und 182 (Sexueller Missbrauch von Jugendlichen) gefordert wurde, womit die Grünen/NRW ihre Forderungen an die der Bundesgrünen anglichen“.

#### AK „Kinder und Jugendliche“ in Baden-Württemberg
Der Arbeitskreis „Kinder und Jugendliche“ der Grünen in Baden-Württemberg erklärte im April 1985: „Einvernehmliche sexuelle Beziehungen zwischen Erwachsenen und Kindern müssen straffrei sein.“ Und weiter: „Da Kinder Menschen sind, hat niemand das Recht, sich unter welchem Vorwand auch immer über ihre Rechte auf Selbstbestimmung und persönliches Glück hinwegzusetzen.“

#### Wahlprogramme der Alternativen Liste Berlin
Die Alternative Liste für Demokratie und Umweltschutz (AL) erklärte in einem Wahlprogramm:
„Es ist unmenschlich, Sexualität nur einer bestimmten Altersstufe und unter bestimmten Bedingungen zuzubilligen. Wenn Jugendliche den Wunsch haben, mit Gleichaltrigen oder Älteren außerhalb der Familie zusammenzuleben, sei es, weil ihre Homosexualität von ihren Eltern nicht akzeptiert wird, sei es, weil sie pädosexuelle Neigungen haben, sei es aus anderen Gründen, muss ihnen die Möglichkeit dazu eingeräumt werden.“
Im Wahlprogramm von 1981 forderte die AL, sexuelle Handlungen mit Kindern nur dann zu bestrafen, wenn Gewalt angewendet oder ein Abhängigkeitsverhältnis ausgenutzt wird. Berliner Parteimitglieder der Grünen haben jahrelang Jungen sexuell missbraucht.

### Außerparteiliche Gruppen mit Verbindungen zu den Grünen

#### Emmaus-Zentrum Dachsberg
Nach den Schilderungen zweier ehemaliger Mitbewohner kam es in der Emmaus-Gemeinschaft in Kamp-Lintfort in den 80er-Jahren regelmäßig zu sexuellen Übergriffen dort lebenden Kindern gegenüber. Laut Angaben dieser Zeugen war Hermann Meer, der Chef dieser Kommune, aktiv daran beteiligt. Meer, der sich offen zu seiner Pädophilie bekannte, war zu dieser Zeit auch Mitglied im NRW-Landesvorstand der Grünen.
Meer versuchte Pädophilie unter Bezugnahme auf die griechische Antike zu rechtfertigen. Dies spiegelt sich auch in dem Vorbereitungsreader zum Treffen auf Burg Stettenfels wider. Dieser trug die Autorenzeile „Michaela von Freyhold, Die Grünen“ und war mit der Ortsangabe „Dachsberg“ versehen. Meers Kommune war eng mit Aktivitäten verbunden, die unter dem Dach der Grünen stattfanden.
Er gehörte in den 1970er Jahren mehrere Jahre der CDU-Fraktion im Rat der Stadt Herne an und war Direktkandidat der CDU in Wanne-Eickel bei Landtagswahlen. Wann Meer aus der Union austrat und den Grünen beitrat, lässt sich heute nicht mehr rekonstruieren. Gesichert ist, dass er 1979 und 1980 dem NRW-Landesvorstand der Grünen angehörte und auch in den 1980er Jahren dort weiterhin aktiv war.
Am 24. und 25. September 1983 wurde vom Grünen-Parteivorstand NRW im Emmaus-Zentrum Dachsberg ein Kinder- und Jugendkongress ausgerichtet, bei dem es besonders um das Thema Sex mit Kindern ging. Organisiert wurde der Kongress von Werner Vogel. Vogel war 1983 einer der ersten Grünen-Bundestagsabgeordneten, seit 1980 war er ebenfalls Mitglied im Landesvorstand der Grünen NRW. Sein Bundestagsmandat trat er wegen seiner NS-Vergangenheit nicht an.

#### Indianerkommune
Auf dem ersten Parteitag in Karlsruhe traten Vertreter der Indianerkommune auf. Die aggressiv auftretende Indianerkommune aus Nürnberg propagierte ein Recht auf „freie Liebe“ zwischen Kindern und Erwachsenen. Mitglieder der Indianerkommune nahmen an dem Kinder- und Jugendkongress im Emmaus-Zentrum Dachsberg und im Juni 1984 auch am Treffen der BGA-Kommune auf Burg Stettenfels teil. Für Hermann Meer erwies sich die Zusammenarbeit mit den Indianern als schwierig. In einem taz-Bericht vom 9. Juli 1984 äußerte sich Meer wie folgt über das Treffen auf Burg Stettenfels: „Ich kann es nicht mittragen, dass sie“ – die Indianer – „es wieder geschafft haben, diesen Kongress zu ihrem Kongress zu machen.“ Die Indianerkommune partizipierte mehrfach an Bundesparteitagen der Grünen. Beim Grünen-Parteitag in Dortmund 1980 propagierten Mitglieder der Indianerkommune vom Podium aus Sex mit Kindern.

#### Falckensteinkeller
Die beiden AL-Mitglieder Dieter F. Ullmann und Fred Karst betrieben von 1986 bis 1995 den „Falckensteinkeller“ in Berlin-Kreuzberg, der nach ihren Angaben der Betreuung von Lückekindern dienen sollte. Von 1986 bis 1989 war Karst jedoch aufgrund sexuellen Missbrauchs von Kindern, der in diesen Räumlichkeiten stattfand, inhaftiert. Karst und Ullmann waren Mitglieder des Schwulenbereichs der AL, im Herbst 1992 gründete Karst eine Untergruppe „Jung und Alt“, die nach heutiger Einschätzung der grünen Partei eine „schlecht getarnte Pädogruppe“ war. Die Kreuzberger Frauengruppe der Grünen wies wiederholt auf die „Auswirkungen pädophiler Penetration auf die betroffenen männlichen Kinder und Jugendlichen“ hin und verlangte von ihrer Partei eine eindeutige Positionierung. Dies führte zu einer innerparteilichen Debatte, auf deren Höhepunkt Mitglieder von „Jung und Alt“ der Frauengruppe körperliche Gewalt androhten. Karst nutzte die Präsenz der Alternativen Liste im Berliner Abgeordnetenhaus, um durch parlamentarische Anfragen einen Einblick in den Informationsstand der Behörden über die pädophilen Aktivitäten im Falckensteinkeller zu bekommen. Nachdem er 1995 erneut wegen sexuellen Missbrauchs verurteilt worden war, wurde ein Parteiausschlussverfahren gegen ihn eingeleitet, dem er durch Austritt zuvorkam.

### Äußerungen von prominenten Grünen

#### Daniel Cohn-Bendit
Passagen aus dem teilweise autobiographischen Werk Der grosse Basar von Daniel Cohn-Bendit – erschienen 1975, mehrere Jahre vor Gründung der Grünen Partei – waren im März 2013 für Andreas Voßkuhle, Präsident des Bundesverfassungsgerichts, der Anlass, seine Laudatio zur Verleihung des Theodor-Heuss-Preises an Cohn-Bendit abzusagen. Voßkuhle begründete seine Entscheidung damit, der Preisträger habe sich „in nicht unproblematischer Weise über die Sexualität zwischen Erwachsenen und Kindern geäußert“.
In einem Interview mit dem Nachrichtenmagazin Der Spiegel im Mai 2013 erklärte Cohn-Bendit, Der grosse Basar sei „nicht nur furchtbar schlecht geschrieben, sondern auch eine merkwürdige Kolportage aus Fiktion und Erlebtem“. Das Buch sei „aus einem Interview entstanden, als eine Art Manifest gegen die bürgerliche Gesellschaft“.
Kritisiert wurde Cohn-Bendit auch in einem Artikel des Journalisten Christian Füller von der Frankfurter Allgemeinen Zeitung (FAZ), weil im Frankfurter Stadtmagazin PflasterStrand, für das Cohn-Bendit die presserechtliche Verantwortung trug, einige Artikel mit pädophilem Inhalt veröffentlicht worden waren. So war dort 1978 zu lesen:

„Letztes Jahr hat mich ein 6-Jähriges Genossenmädchen verführt. Es war eines der schönsten und sprachlosesten Erlebnisse, das ich je hatte. Vielleicht war es so schön, weil es so sprachlos war. Es war das einzige Mal, wo es mir nicht zu früh kam. Aber das war nicht wichtig in dem Moment, und es ist auch jetzt nicht wichtig, ein Traktat über das Für und Wider von Päderastie zu schreiben.“

Laut Füller gab es „unter Cohn-Bendits Verantwortung weit mehr pädophile Äußerungen als bisher angenommen.“ Im Pflasterstrand fänden „sich immer wieder abstoßende Texte.“ Dies wurde von der taz, der Zeit und der Rheinischen Post aufgegriffen.
Cohn-Bendit selbst rechtfertigte solche Veröffentlichungen 1978 mit „der Maxime, im Zweifel für die Veröffentlichung, denn was im Dunklen kocht, ist schrecklicher als das, was im hellen nackt steht“. Nach Silke Hoock in der WAZ fällt es „manchen schwer“, Cohn-Bendits Entschuldigung „zu trauen“. Eckhard Stratmann-Mertens, Mitbegründer der Grünen, „warf seinem ehemaligen Parteifreund offen vor, zu lügen“. Magnus Klaue in der Jungle World fand es insofern „konsequent, dass ausgerechnet die Grünen nun ein ‚Pädophilieproblem‘“ hätten.
Ebenfalls Teil der Kritik ist sein Auftritt in einer französischen Talkshow bei Antenne 2 (heute France 2), in der er seine Ansichten wiederholte:

« Vous savez la sexualité d’un gosse c’est absolument fantastique. […] Vous savez quand une petite fille de cinq ans commence à vous déshabiller, c’est fantastique car c’est un jeu érotico-maniaque. »

„Wissen Sie, die Sexualität eines Kindes ist etwas absolut Fantastisches. […] Wissen Sie, wenn ein kleines fünfjähriges Mädchen beginnt, Sie auszuziehen, ist das großartig. Es ist großartig, weil es ein Spiel ist, ein wahnsinnig erotisches Spiel.“

In einem Interview mit dem Spiegel begründet er diese Äußerung als situationsbedingte Provokation gegenüber einem anderen Anwesenden, dem konservativen Schriftsteller Paul Guth. Der Auffassung, die Legalisierung von Sex mit Kindern sei bei den Grünen in den 1980er Jahren eine Minderheitenposition gewesen, widersprach Cohn-Bendit. Zu seiner Verteidigung sagte er: „Sie müssen sich nur die Anträge zur Altersfreigabe beim Sex mit Erwachsenen ansehen: Das war bei den Grünen Mainstream“.
Im April 1981 brachte Daniel Cohn-Bendit eine mögliche Bundestagskandidatur von Dieter Ullmann von der Berliner Alternativen Liste ins Spiel. Ullmann war Leiter der Bundesarbeitsgemeinschaft Schwule, Päderasten und Transsexuelle und saß wegen sexuellen Missbrauchs von Kindern im Gefängnis. „Dann kommt nämlich Dieter Ullmann, der jetzt noch im Knast sitzt, in das Berliner Abgeordnetenhaus. Den werden wir zum Bundestagskandidaten machen. In Berlin wurden die Bundestagskandidaten bisher immer im Proporz zu dem Stimmenanteil ihrer Partei aufgestellt und dann einstimmig gewählt. Mal sehen, ob die CDU das bei dem Knacki von der Alternativen Liste auch noch mitmacht.“.
Die feministische Publizistin Alice Schwarzer kommentierte bereits im Jahr 2001: „Selbstverständlich ist Daniel Cohn-Bendit kein Pädophiler […] Aber er ist – und war immer – ein Kind seiner Zeit. Mehr noch: Er war ein Leader seiner Zeit. Was er gedacht und getan hat, das geht darum nicht nur ihn und die direkt Betroffenen an, es geht uns alle an.“ Sie erwartete jedoch, „dass er sich nicht wieder rausredet, sondern dass er die Verantwortung übernimmt für das, was er gedacht, getan und gepredigt hat.“
Sein ehemaliger Weggefährte, der Welt-Herausgeber Thomas Schmid, verteidigte in seinem Artikel „Cohn-Bendit irrte – doch war er kein Pädophiler“ dessen Integrität.
Der Laudator Roger de Weck mahnte „Massstäbe einer demokratischen Auseinandersetzung“ an, nahm den „Citoyen Cohn-Bendit“ gegen „Verleumdung“ in Schutz und warnte, in westlichen Demokratien werde „Hass salonfähig“.

#### Volker Beck
Volker Beck war 1988 in dem von Joachim S. Hohmann herausgegebenen Band Der Pädosexuelle Komplex. Handbuch für Betroffene und ihre Gegner mit einem Aufsatz vertreten. 2007 erklärte Beck hierzu, der Abdruck sei nicht autorisiert gewesen und durch eine freie Redigierung vom Herausgeber verfälscht worden. Außerdem hätten seinerzeit selbst Kriminologen des Bundeskriminalamtes vorgeschlagen, zwischen gewaltlosen und gewaltförmigen Sexualkontakten zwischen Erwachsenen und Kindern zu unterscheiden. Der Autor des Aufsatzes beklagt, dass sich der Sonderausschuss des Deutschen Bundestages 1973 „für eine generelle Strafbarkeit der Sexualität mit Kindern entschieden“ habe.
Beck tätigte unter anderem folgende Äußerungen:

„Eine Entkriminalisierung der Pädosexualität ist angesichts des jetzigen Zustandes ihrer globalen Kriminalisierung dringend erforderlich, nicht zuletzt weil sie im Widerspruch zu rechtsstaatlichen Grundsätzen aufrechterhalten wird.“

„Allein eine Mobilisierung der Schwulenbewegung für die rechtlich gesehen im Gegensatz zur Pädosexualität völlig unproblematische Gleichstellung von Homo- und Heterosexualität durch die Streichung des § 175 StGB und für die Rechte der Homosexuellen wird das Zementieren eines sexualrepressiven Klimas verhindern können – eine Voraussetzung, um eines Tages den Kampf für die zumindest teilweise Entkriminalisierung der Pädosexualität aufnehmen zu können.“

„Als strafrechtliche Perspektive wäre z. B. eine Novellierung ins Auge zu fassen, die einerseits das jetzige ‚Schutzalter‘ von 14 Jahren zur Disposition stellt (in den Niederlanden gab es solche Initiativen mit erheblichem Erfolg!) oder auch eine Strafabsehensklausel.“

1989 setzte Beck einen Parteibeschluss durch: „Die Forderung nach einer Abschaffung des 13. Abschnitts des Strafgesetzbuches (‚Straftaten gegen die sexuelle Selbstbestimmung‘) oder eine Streichung der §§ 174 und 176 (‚Sexueller Missbrauch von Schutzbefohlenen‘ und ‚Sexueller Missbrauch von Kindern‘), wie sie von Teilen der Schwulenbewegung diskutiert wird, ist für DIE GRÜNEN völlig inakzeptabel.“
Jürgen Trittin sagte über Beck: „Das war im Wesentlichen das Verdienst von Volker Beck, der die grüne Schwulenpolitik von pädophilen Einflüssen befreit hat.“
Der Landesverband Bayern der Jungen Union (JU) verpflichtete sich gegenüber Beck am 29. Mai 2013 außergerichtlich, den Buchbeitrag Das Strafrecht ändern nicht mehr zu verbreiten, „ohne darauf hinzuweisen, dass der damalige Abdruck nicht autorisiert war und im Sinn durch eine freie Redigierung des Herausgebers verfälscht wurde“.
Am 20. September 2013, zwei Tage vor der Bundestagswahl 2013, berichtete Spiegel Online, dass der Buchbeitrag Becks „nicht inhaltlich verfälscht worden“ sei, und nannte diese Erklärung Becks eine „Täuschung der Öffentlichkeit“. Das Nachrichtenmagazin veröffentlichte zugleich das Original-Manuskript des umstrittenen Textes.
Beck blieb bei seiner Aussage, der Herausgeber habe den Sinn des Textes verfälscht. Er hatte das Originalmanuskript nach dem Fund drei Tage vor der Spiegel-Online-Veröffentlichung an verschiedene Medien weitergegeben.
Verändert worden sind der Titel, eine Zwischenüberschrift und ein Satz. Beck hatte seinem Buchbeitrag folgenden Titel gegeben: „Reformistischer Aufbruch und Abschied von einer ‚radikalen‘ Forderung – Plädoyer für eine realistische Neuorientierung der Sexual- (Strafrechts-) Politik im Hinblick auf eine Entkriminalisierung der Pädosexualität“. Der Herausgeber machte daraus: „Das Strafrecht ändern? Plädoyer für eine realistische Neuorientierung der Sexualpolitik“. Eine Zwischenüberschrift Becks lautete: „Möglichkeiten und Strategien einer neuen Sexual- (Strafrechts-) Politik – auch für den Bereich der Pädosexualität“, daraus wurde: „Wie kann man das Sexualstrafrecht verändern?“ Der Satz im Buch (S. 263): „Ein Ve[r]trauen darauf, durch noch so starken öffentlichen Druck eine Mehrheit für eine Steichung des Sexualstrafrechtes im Parlament zu erhalten scheint reichlich naiv“ wird im Originalmanuskript (S. 10) noch fortgesetzt mit: „und die Revolution, na ja …“.
Gegenüber der Frankfurter Rundschau (FR) äußerte Beck dazu, dass der Herausgeber seine, Becks, zentrale Aussage, nämlich den „Abschied von einer radikalen Forderung“ – der Forderung nach einer Abschaffung des gesamten Sexualstrafrechts – „wegredigiert“ (FR) habe. Die Überschrift habe, so berichtet die FR Becks Aussage, erkennbar nicht ins Konzept des Herausgebers gepasst, „war sie doch eine klare Absage an eine damals gängige Forderung in der Schwulenbewegung“.

### Sexueller Missbrauch im Berliner Landesverband
Im Mai 2015 wurde von den Berliner grünen Landesvorsitzenden Bettina Jarasch und Daniel Wesener ein Bericht der Kommission zur Aufarbeitung der Haltung des Landesverbandes Berlin von Bündnis 90/DIE GRÜNEN zu Pädophilie und sexualisierter Gewalt gegen Kinder von der Gründungsphase bis in die 1990er Jahre vorgestellt. Dass in der Alternativen Liste für Demokratie und Umweltschutz (AL) „‚jahrelang‘ mindestens zwei strafrechtlich verurteilte Pädosexuelle geduldet“ worden seien, bezeichnete Jarasch als „das institutionelle Versagen unserer Partei“. Dazu wurde im Tagesspiegel berichtet, dass es im Berliner Landesverband „massiven sexuellen Missbrauch von Kindern gegeben“ habe und nach Aussage des Abgeordneten Thomas Birk bis zu 1000 Kinder betroffen waren; die „Schwulen-AG unserer Partei war bis 1993 mehr oder minder ein Pädo-Bereich“. Hierzu erklärten Jarasch und Wesener am 19. Mai 2015, bei der genannten Zahl handle es sich um „eine spekulative Aussage über mögliche Opfer“, die nicht in dem vorliegenden Bericht zu finden sei. Sie betonten außerdem, dass ein Nachweis von sexuellem Missbrauch „in grünen Partei-Zusammenhängen“ bisher nicht gelungen sei.
Im Sommer 1985 stellte der parteilose Abgeordnete Stefan Reiss, der für die AL im Berliner Abgeordnetenhaus war, jedoch neun Kleine Anfragen zum Themenkomplex
Homosexualität, Razzien und Schließung von Lokalen sowie Sexualstraftaten nach den Paragrafen 175, 176, 177, 178 und 179 StGB von u. a. Jugendlichen und noch nicht strafmündigen Personen. Eine Anfrage richtete sich explizit auf mögliche Kenntnisse des Senats über Sexualstraftaten in Berlin SO 36, dem Standort des „Falckensteinkellers“ (s. u.). Rückblickend meint Reiss, dass die Anfragen dazu gedient hätten, das Wissen der Behörden über die Aktivitäten der Pädosexuellen abzufragen.

## Debatte im Vorfeld der Bundestagswahl 2013

### Bewertung durch Politiker und Parteien

#### Reaktionen von Bündnis 90/Die Grünen
Volker Beck schrieb bereits 1993 rückblickend in der taz: „Lange Zeit hatten wir in der Schwulenbewegung von ‚einvernehmlichen‘ und ‚gleichberechtigten‘ pädophilen Beziehungen gefaselt und über die strukturelle Asymmetrie hinwegschwadroniert.“
Die Partei distanzierte sich klar von Positionen, die in den Anfangsjahren von Minderheitenströmungen besetzt worden waren: „Forderungen nach Straffreiheit von Sexualität von Erwachsenen mit Kindern und pädophilen Handlungen waren und sind inakzeptabel und falsch. Wir bedauern, dass es in den Anfangsjahren der Grünen Partei Raum für diese Debatten und Forderungen gab. Das ist ein Fehler, für den unsere Partei ohne Wenn und Aber die Verantwortung trägt. … Pädophile Forderungen und Debatten haben in unserer Partei nichts zu suchen.“
Die langjährige Bundestagsabgeordnete Marieluise Beck forderte, die Situation der Zeit zu beachten: „Es ging um die schwierige Befreiung von der bleischweren Sexualmoral der Nachkriegszeit. Wer die Spießigkeit der Eltern überwinden wollte, war nicht immer trittsicher in seinen Maßstäben.“ Später ergänzte sie: „Mit der jetzigen Debatte um pädosexuelle Verirrungen ist allerdings der Eindruck entstanden, dass erst die Achtundsechziger und die Kinderladenbewegung die Tür für den Missbrauch von Kindern und Jugendlichen geöffnet hätten. Diese Perspektive halte ich für falsch. Den Missbrauch von Mädchen und Jungen hat es immer gegeben, auch in der scheinbar so wohlgeordneten Nachkriegszeit.“
Die Bundesvorsitzende Claudia Roth sprach im Juni 2013 eine Entschuldigung aus und räumte ein, in den Anfangszeiten der Grünen habe es „Personen und Gruppen gegeben, die versucht haben, die Grünen als Plattform für inakzeptable Positionen zu nutzen“.
Nachdem ein Betroffener und ein Zeuge über pädophile Übergriffe eines Grünen-Politikers in den 1980er Jahren ausgesagt hatten, zeigte sich der zweite Bundesvorsitzende Cem Özdemir betroffen: „Wir nehmen die Informationen, wonach jemand, der Kinder missbraucht hat, bei den Grünen engagiert war und wonach in dessen Umfeld eine grüne Veranstaltung stattfand, sehr ernst.“
Silke Krebs, Ministerin im Staatsministerium Baden-Württemberg, äußerte in einer Landtagssitzung: „Die Äußerungen Daniel Cohn-Bendits zu fiktiven Erlebnissen in seiner Zeit in Kinderläden sind unerträglich und ein eindeutiges Fehlverhalten, das ihm zu Recht vorgeworfen wird.“
Parteivorsitzende Claudia Roth warf mehreren Unionspolitikern Scheinheiligkeit vor und sagte, die Vorsitzende der CSU-Landesgruppe im Bundestag Gerda Hasselfeldt, Unionsfraktionschef Volker Kauder oder der spätere CSU-Vorsitzende Horst Seehofer hätten 1997 im Bundestag gegen die Strafbarkeit der Vergewaltigung in der Ehe gestimmt.

#### Stimmen ehemaliger Grüner
Eckhard Stratmann-Mertens, Gründungsmitglied der Grünen und bis 1999 Parteimitglied, erklärte 2013: „… Es gab um 1980 eine Gruppe, die nannte sich Indianerkommune. Die kamen aus Nürnberg. Diese Gruppe nahm dann an einigen Bundesparteitagen teil. Die bezeichneten sich als Kinderrechtsinitiative, die ganz offen für pädosexuelle Kontakte Stimmung machten.“

#### Stimmen aus der CDU/CSU und vom BdV
In einer Debatte des deutschen Bundestages im Dezember 2009 wies die CDU-Bundestagsabgeordnete und Vorsitzende des Bundes der Vertriebenen (BdV) Erika Steinbach darauf hin, Volker Beck habe 1988 in Der pädosexuelle Komplex eine „Entkriminalisierung der Pädosexualität“ gefordert, woraufhin Beck ihr erklärte, dass es sich um einen verfälschten und nicht autorisierten Artikel handele, von dem er sich mehrfach distanziert habe. Zudem habe er sich für die Bestrafung des sexuellen Missbrauchs von Kindern eingesetzt, und auf seinen Vorschlag gehe zurück, dass schwerer sexuelle Missbrauch von Kindern im Strafgesetzbuch zu einem eigenständigen Verbrechenstatbestand geworden sei. Steinbach räumte ein, nicht gewusst zu haben, dass der Artikel verfälscht gewesen sei, zeigte sich erfreut über Becks Standpunkt und bedankte sich für die Aufklärung.
Gleichwohl wiederholte Steinbach ihre Behauptung im März 2010 vor dem Bundestag sowie in einem Radio-Interview als BdV-Vorsitzende im April 2011. Beck äußerte dazu, Steinbach fehle „ohnehin der nötige Anstand, um sich zu entschuldigen“.
In der neuerlichen Debatte verlangte Steinbach im Mai 2013 Klärung, „ob noch heute aktive Politiker zu dem Kreis der Parteimitglieder gehörten, die sich einst für pädophile Ziele eingesetzt haben“. In zahlreichen Pressemitteilungen fordert sie 2013 den Rücktritt von Cohn-Bendit und Beck.
Nach verbalen Äußerungen von CSU-Generalsekretär Alexander Dobrindt im Mai 2013 gegen Daniel Cohn-Bendit warf die Bundesgeschäftsführerin von Bündnis 90/Die Grünen Steffi Lemke Dobrindt „übelste und absolut inakzeptable Verleumdung“ vor. Dagegen stimmte der CSU-Vorsitzende Horst Seehofer Dobrindt zu und sagte: „Man darf die Dinge, wie das jetzt unser Generalsekretär gemacht hat, auch mal auf den Punkt bringen.“
Dobrindt bezeichnete den Parlamentarischen Geschäftsführer von Bündnis 90/Die Grünen, Volker Beck, als „Vorsitzenden der Pädophilen-AG“ und forderte ihn zum Rücktritt auf. In einer einstweiligen Verfügung wurde Dobrindt vom Landgericht Berlin unter Androhung eines Ordnungsgeldes bis zu 250.000 Euro oder bis zu sechs Monaten Ordnungshaft untersagt, wörtlich oder sinngemäß zu äußern, Volker Beck sei „Vorsitzender der Pädophilen-AG gewesen“. Nachdem Dobrindt gegen die einstweilige Verfügung Widerspruch eingelegt hatte, verurteilte ihn das Gericht am 28. Oktober 2013 zur Unterlassung der Äußerung. Beck war nicht Vorsitzender der „BAG SchwuP“, nahm aber an einigen ihrer Veranstaltungen teil. Nach der Trennung der „BAG SchwuP“ von der Bundestagsfraktion der Grünen wurde die „BAG Schwule“ gegründet, deren Sprecher Beck wurde. In Reaktion auf die Kritik änderte die CSU die Aussage dahingehend, Beck sei „Vorsitzender der Nachfolge-Organisation der Pädophilen-AG“ gewesen.
Ende Juli 2013 zeigte Dobrindt sich zu keiner Entschuldigung für seine Vorwürfe gegen Beck und Äußerungen gegen Cohn-Bendit bereit. Er sprach von „Vertuschung“ und erklärte: „Die Grünen täten gut daran, bei der Aufklärung in den eigenen Reihen dieselben Maßstäbe anzulegen, die sie zuvor bei kirchlichen Einrichtungen angelegt haben.“ Außerdem sollten die Grünen eine Anlaufstelle für die Opfer einrichten.
Die stellvertretende CSU-Generalsekretärin Dorothee Bär warf im Juli 2013 den Grünen vor, die Aufklärung zu verschleppen, um sich über die Bundestagswahl zu retten.
Die CDU-Fraktion im Hessischen Landtag gab im Juli 2013 unter dem Titel „Das unangebrachte Schweigen der Grünen“ – Eine Analyse der Vergangenheit der Grünen eine Broschüre heraus.

#### Offener Brief der CDU/CSU
In einem offenen Brief verlangten Bär und sechs weibliche Mitglieder des Bundesvorstandes der Jungen Union von der Spitzenkandidatin zur Bundestagswahl Katrin Göring-Eckardt, sich aktiv in die Aufklärung angeblicher „Pädophilie-Verstrickungen“ von Jürgen Trittin einzuschalten, und „einen übergreifenden Konsens für eine Null-Toleranz-Politik gegenüber Pädophilie“ zu erarbeiten. Göring-Eckardt antwortete, die Partei habe sich „ausdrücklich für die Verirrungen ihrer Anfangszeit entschuldigt“. Dies sei „in großem Ernst und in Sorge um diejenigen geschehen, die unter der falsch verstandenen Toleranz gegenüber pädophilen Liberalisierungsversuchen gelitten“ hätten. Zugleich verwies Göring-Eckardt darauf, dass „auch die überkommene Sexualmoral der alten Bundesrepublik, um die es generell in den Liberalisierungsdebatten der damaligen Zeit ging, viel Leid verursacht hat“, und nannte als Beispiel die 1997 gegen eine Mehrheit der CDU/CSU-Fraktion im Bundestag beschlossene Strafbarkeit der Vergewaltigung in der Ehe.

#### Stimmen aus anderen Parteien
SPD-Generalsekretärin Andrea Nahles äußerte sich Ende Juli 2013 zur Debatte: „Die Grünen streben selber die Aufklärung an, das ist wohl offensichtlich auch nötig“.
Die Generalsekretärin FDP Bayern Miriam Gruß unterstellte Ende Juli 2013 den Grünen, „sich gerne als Gralshüter von Moral und Anstand“ zu sehen, dabei aber „über Jahre Perverse in ihrer eigenen Partei toleriert und ihre Opfer eiskalt ignoriert“ zu haben. Sie forderte den Parteiausschluss von Cohn-Bendit, da dieser sich „für jede rechtsstaatliche Partei disqualifiziert“ habe.
Auch der Generalsekretär der FDP Niedersachsen, Gero Hocker, meldete sich Ende Juli 2013 zu Wort und stellte die Frage, „ob auch der in den 80er Jahren einflussreiche niedersächsische Landesverband der Grünen in die Verharmlosung der Pädo-Kriminalität verstrickt war“. Er erwarte „von den beiden Landesvorsitzenden schnellstmöglich eine eindeutige Distanzierung sowie rückhaltlose Aufklärung“.

### Bewertungen in der Presse
Der stellvertretende Chefredakteur der Zeit, Bernd Ulrich, kritisiert am 4. August 2013 die Partei für die mangelnde Aufklärung der Vorwürfe. So reiche es nicht nur zu verkünden, „dass es ja nur Worte gewesen seien und keine Taten, nur Einzelne, aber nicht die Partei“. Während sich grüne Politiker bestürzt zeigten, „als die Missbrauchsfälle in katholischen Schulen bekannt wurden“, täten sie heute sogar noch weniger für die Aufklärung als die katholische Kirche ihrerzeit. Ihnen „steht beim Umgang mit den Pädophilie-Vorwürfen ihre Selbstgerechtigkeit im Weg“.
Christian Bommarius schrieb am 25. Juni 2013 in der Frankfurter Rundschau: „Die Debatte über den Umgang der Grünen mit Pädophilen in den eigenen Reihen vor über zwanzig Jahren wirkt geradezu gespenstisch.“ Er forderte, dass man den Grünen ein Recht auf Irrtum bei diesem Thema einräumen solle, und stellte fest: „Offenbar glaubt sich Alexander Dobrindt zum Rufmord legitimiert, weil er der Pädophilie eine Absage erteilt.“ Ähnlich kritisierte auch Peter Müller im Spiegel den CSU-Generalsekretär: „Indem er den Abgeordneten Volker Beck in die Ecke von Pädophilen stellt, will Generalsekretär Alexander Dobrindt die Grünen diskreditieren. Der Tabubruch ist kühl kalkuliert. […] Dobrindt wirft mit Unrat, aber er macht das ohne Emotionen. Er hat nichts gegen Beck, überhaupt nicht. Er diffamiert, weil es in sein politisches Konzept passt. Dobrindt will nicht die Köpfe der Menschen erreichen, er zielt auf den Bauch.“
Alexander Kissler warf im Cicero vom 21. Mai 2013 die Frage auf, ob ehemalige Mitglieder der BAG SchwuP „das alte verbrecherische Ziel auf neuen Pfaden, innerhalb wie außerhalb der Partei“ weiterhin verfolgten, und kritisierte, dass die Grünen als dezidiert hierarchiekritische Bewegung „kein hinreichend entwickeltes Sensorium für das Machtgefälle zwischen Kindern und Erwachsenen“ besessen hätten. Darüber hinaus zeichnete er die pädophilen Bestrebungen innerhalb der Partei nach.
Gerhard Amendt kritisierte am 26. Juli 2013 auf Spiegel Online die Grünen insbesondere für deren aktuellen Umgang mit den Vorwürfen: „Der erschreckende Mangel an Empathie für Kinder, der die schwankende Position der Grünen noch immer markiert, lässt sich nicht dadurch beheben, dass die sexualpolitische Vergangenheit der Grünen wie im Fall von Dany Cohn-Bendit und Volker Beck vom Radar der Öffentlichkeit genommen wird.“ Auch würden sie den Ansprüchen, die sie an andere stellen, selbst nicht gerecht, da sie das, „was die Grünen zu Recht Kirchenfunktionären und Trägern von Kinderheimen als Verdunklung von sexuellem Missbrauch vorwarfen, […] so will es scheinen, […] jetzt selber“ tun.
In einem Focus-Online-Artikel vom 31. Juli 2013 unterstellte Michael Wolffsohn einen mangelnden Aufklärungswillen und kritisierte eine „mediale Sanftheit, mit der die Debatte über die pädophile Vergangenheit der Grünen weich gespült wurde“. Wolffsohn vermutet, dass dies darauf zurückzuführen sei, dass Journalisten, wie statistisch nachweisbar ist, unverhältnismäßig oft den Grünen zugehörten.
Christian Füller schrieb in einem am 14. September 2013 in der FAZ erschienenen Artikel, die Grünen seien als Partei „von pädophilen Gruppen aller Art durchsetzt“ gewesen. Die Ursache für den fehlenden Opferschutz verortet er tief in der Ideologie der Partei – im Glauben an eine bessere Welt. Die Trennung von den Päderasten sei nicht, wie dargestellt, ein Akt der politischen Hygiene gewesen, sondern diese hätten von sich aus die Fraktion verlassen, um ihre Einflussmöglichkeiten auf die Partei zu vergrößern.

### Internationale Medien
Die Pädophilie-Debatte und die Kontroverse um Daniel Cohn-Bendit fand auch in der internationalen Presse Beachtung. So berichtet Kate Connolly am 14. Mai 2013 für die britische Tageszeitung The Guardian über die pädophilen Bestrebungen innerhalb der Partei Die Grünen in den 80er Jahren. Es wird auch ein Vergleich zu „UK’s Paedophile Information Exchange“ gezogen. So bezeichnete sich eine 1974 gegründete britische Gruppe pädophiler Aktivisten mit ähnlichen Ambitionen wie die BAG SchwuP.
Am 18. Mai 2013 berichtete die britische Tageszeitung The Independent über das Thema.
In der Schweiz wurde die Debatte am 14. Mai 2013 von Ulrich Schmid in der Neuen Zürcher Zeitung aufgegriffen. Darin stellt er fest, dass „fast alle grossen Medienprodukte des Landes [Deutschlands] bei den Grünen inzwischen praktisch wöchentlich Selbstgerechtigkeit, sture Konservativität, manichäischen Tugendfuror und eine verstörende Geringschätzung minder gebildeter, aber fröhlicher Umweltverschmutzer konstatieren“, wertet aber den Umstand, dass die Grünen „wissenschaftlich abklären lassen, wie gross in den siebziger und achtziger Jahren der Einfluss von Gruppen in der Partei war, die Kindersex guthiessen, ja propagierten“, als Zeichen der Fähigkeit zur Selbstkritik. Der Tages-Anzeiger beschränkte seine Berichterstattung vom 13. Mai hingegen auf den Fall Cohn-Bendit.
In Österreich thematisierten Der Standard, Der Kurier und Die Presse am 13. Mai 2013 die Vorwürfe gegenüber den Grünen. Für letztere kommentierte Karl Gaulhofer, dass diese Anschuldigungen „gar nicht zum Image der Tugendpartei [passen], deren Funktionäre sich lauter als alle anderen über die Missbrauchsfälle in der katholischen Kirche empört haben“, und es „ihnen heute durchaus peinlich“ sei, damals pädophile Bestrebungen toleriert und unterstützt zu haben.
Außerhalb Europas wurde die Debatte am 15. Mai 2013 von The Hindu, der zweitgrößten englischsprachigen Tageszeitung Indiens, behandelt. Auch die malaysische New Straits Times befasste sich damit.
In der israelischen Haaretz vom 24. Mai 2013 beklagt der Journalist Benny Ziffer in Bezug auf Daniel Cohn-Bendit, dass die Welt anscheinend ihren Sinn für Humor verloren habe (“The world, as it looks today, has lost its sense of humor”) und keine wirkliche Unterscheidung zwischen Fantasien und Taten unternommen werde (“the fate of those who say things that touch upon perverse sex – even if in jest or with a wink – is the same as the fate of those who actually have perverse sex”).

## Wissenschaftliche Aufarbeitung durch Walter und Klecha
Im Juni 2013 beauftragte der Bundesvorstand Bündnis 90/Die Grünen das Institut für Demokratieforschung an der Universität Göttingen damit, „Umfang, Kontext und Auswirkungen pädophiler Forderungen in den Milieus der Neuen Sozialen Bewegungen sowie der Grünen“ zu untersuchen. Federführend ist Franz Walter. Der von der Partei mit 209.000 Euro finanzierte Bericht sollte Ende 2014 vorliegen.

### Zwischenergebnisse 2013
Im September 2013 gaben Walter und sein Göttinger Kollege Stephan Klecha bekannt, dass Jürgen Trittin 1981 die presserechtliche Verantwortung für das Kommunalwahlprogramm der Alternativen-Grünen-Initiativen-Liste (AGIL) in Göttingen innehatte, in dem die Gruppe „Homosexuelle Aktion Göttingen“ neben einer umfassenden Gleichstellung Homosexueller auch forderte, die Paragraphen 174 (Sexueller Missbrauch von Schutzbefohlenen) und 176 (Sexueller Missbrauch von Kindern) des StGB so zu fassen, „dass nur Anwendung oder Androhung von Gewalt oder der Missbrauch eines Abhängigkeitsverhältnisses unter Strafe stehen“.
Walter kritisierte, dass „führende Politiker“ der Grünen „aus wahltaktischen Gründen bei der Aufklärung der Pädophilievorwürfe eine Sprachlosigkeit an den Tag legen“. Die beauftragten Forscher konstatierten ein „Gemisch aus Ratlosigkeit, Lähmung, ja: Furcht vor der Debatte“.
Klecha nahm Trittin in Schutz, indem er darauf hinwies, dass die CDU und CSU bis in die späten 1990er Jahre die Vergewaltigung in der Ehe und Züchtigung von Kindern nicht für strafwürdig befunden hätten. Zudem hätten Teile der CDU die Colonia Dignidad in Chile unterstützt, in der es schwerste Fälle von Folter und sexuellem Missbrauch von Kindern gegeben habe. „Diejenigen, die jetzt anfangen, moralische Maßstäbe zu formulieren, müssen aufpassen, dass es ihnen hinterher nicht so geht wie jetzt den Grünen“, sagte Klecha. Das zeitgenössische Verständnis von Homosexualität habe sich stark gewandelt. Wenn es, wie aus der CDU gefordert, einen allgemeinen Hilfsfonds geben solle, weil der „Diskurs in der damaligen Zeit Pädophilie begünstigt“ habe, so müssten „auch die Unionsparteien […] darin einzahlen“. Der CSU-Politiker Horst Seehofer bezeichnet die Hinweise auf die Haltung zur Vergewaltigung in der Ehe als „Ablenkungsversuch“ und betont, es sei damals um die Frage gegangen, „wie man das juristisch greifbar machen kann – nicht um Tolerierung und Akzeptanz“.
Klecha wies darauf hin, dass zu unterscheiden sei, „ob man ein Wahlprogramm verantwortet, in dem Unsinn drin steht, der vielleicht nicht aufgefallen ist, oder ob man wie Daniel Cohn-Bendit über Sex mit Kindern philosophiert oder ob einem vorgeworfen wird wie Hermann Meer, damals NRW-Landesvorstandsmitglied, Kinder in seiner Kommune sexuell missbraucht zu haben.“ Dieser Unterschied sei jedoch in Wahlkampfzeiten „schwer zu vermitteln“. Weiterhin konstatierte er zum Stand der Untersuchung hinsichtlich der Parteigeschichte von Bündnis 90/Die Grünen, dass es bisher Hinweise auf zwei Fälle pädosexuellen Missbrauchs gebe, bei denen nicht klar sei, „ob die Grünen als Institution dafür verantwortlich gemacht werden können“.

### Abschlussbericht November 2014
Am 12. November 2014 stellten Franz Walter und die grüne Bundesvorsitzende Simone Peter in Berlin den vorläufigen Abschlussbericht über Die Grünen und die Pädosexualität vor.

### Kritik
Monika Frommel kritisierte 2013, das Göttinger Institut arbeite mit einer „verkürzten Methode“ und mache „Moralpolitik in Form von Parteienforschung“. Sie wirft ihnen mangelnde historische Kontextualisierung vor: „es macht offenbar keinen Sinn[,] in den Papieren einzelner Gruppierungen oder Parteien lediglich nach ‚verdächtigen‘ und nach heutigen Maßstäben ‚moralisch anrüchigen‘ Formulierungen zu suchen, statt die damit verbundenen rechtspolitischen Ziele zu ermitteln.“